# Balfouria
Balfouria (in ebraico בלפוריה‎?) è un moshav israeliano, situato nella valle di Jezreel, nel Distretto Settentrionale, tra Nazaret ed Afula. È ricompreso nella giurisdizione del Consiglio regionale della valle di Jezreel.
Fondato nel 1922 da membri dell'American Zion Commonwealth, è intitolato ad Arthur James Balfour, autore dell'omonima Dichiarazione del 1917, con la quale il governo britannico si mostrò favorevole alla creazione di un "focolare ebraico" in Palestina, una volta che questa sarebbe stata liberata dal dominio ottomano.